# Museo de Albarracín
El Museo de la Ciudad del dr. Martín Almagro de Albarracín (Teruel) está situado en la calle San Juan,  en el antiguo hospital de la ciudad, restaurado para albergar las dependencias del museo. Está enfocado principalmente a la conservación y exposición de los materiales aparecidos en las excavaciones arqueológicas de Albarracín. El Museo permite hacer un recorrido por la rica historia de la ciudad a partir de sus colecciones, que abarcan desde la prehistoria hasta la época medieval, destacando los fondos de esta última. 

## Historia del edificio
El edificio en el que se encuentra el museo corresponde al antiguo hospital construido en 1789. La construcción de este hospital fue fomentada por el obispo D. Francisco Navarro y Gilaberte. Más tarde, funcionó como cárcel del distrito y después de la Guerra Civil, se convirtió en un almacén municipal. Tras realizarse una restauración y remodelación del edificio, respondiendo a un proyecto museístico concreto el edificio se convirtió, en 1990, en el Museo Municipal Martín Almagro, pasando a ocupar las salas originales del hospital. 

## Colecciones

### Historia medieval
La colección de época medieval está ubicada en la planta principal del edificio. Se trata de los materieles hallados en las excavaciones arqueológicas realizadas en la ciudad. Estos restos permiten acercarse al pasado medieval, musulmán y cristiano de Albarracín. La colección contiene piezas extraídas del castillo principal y de su entorno. De la época islámica destacan los materiales cerámicos del siglo XI, y  de la época cristiana el Museo alberga el fuero de la ciudad del sigo XIII, la colección de sellos episcopales, cerámicas de diferentes tipos y monedas. 

### Historia moderna y contemporánea
La segunda sala del Museo presenta la historia moderna y contemporánea de Albarracín. Entre otros, contiene cerámicas y distintos elementos como el estandarte de la ciudad del siglo XVI o un despacho del siglo XIX, sin embargo, lo que sobresale es la referencia al ámbito textil del territorio, albergando el telar de Tramacastilla y otras piezas textiles.

## Exposiciones
Además de sus exposiciones permanentes cuenta también con exposiciones temporales, alrededor de cuatro o cinco cada año. Los paneles explicativos junto con los audiovisuales te permiten conocer y acercarte al pasado histórico de Albarracín. 
El Museo puede visitarse dentro de un recorrido organizado por la Fundación Santa María de Albarracín denominado Espacios y Tesoros, manifestando la importancia histórica de Albarracín.